# Kronstorfer Messe
Die Kronstorfer Messe in d-moll (WAB 146) ist eine von Anton Bruckner zwischen 1843 und 1844 komponierte Vertonung der Messliturgie mit Ausnahme des Gloria und des Credo.

## Entstehung und Stellung im Gesamtwerk
Bruckner komponierte diese Messe Ende 1843 oder Anfang 1844 als 19-jähriger Schulgehilfe in Kronstorf, sie ist daher seinem Frühwerk zuzurechnen. Im Autograph wird sie als Missa sine Gloria bezeichnet, was eine Aufführung in der Advents- oder Fastenzeit nahelegt. Ein Credo in F-Dur war wohl geplant, wurde aber nicht ausgeführt, im Autograph finden sich hierfür zwei leere Notenblätter. Das Sanctus hat Bruckner kurz darauf in leicht veränderter Form für die Messe für den Gründonnerstag verwendet.
Der Autograph gelangte in die Stiftsbibliothek von Sankt Florian. Die Uraufführung fand erst am 1. Dezember 1974 in der dortigen Stiftskirche unter der Leitung von Augustinus Franz Kropfreiter statt. Ein Abdruck erfolgte in Band XXI/41 der Gesamtausgabe.

## Teile
Das Werk besteht aus vier Teilen:
1. Kyrie
2. Sanctus
3. Benedictus
4. Agnus Dei

Die Aufführungsdauer beträgt etwa 5 Minuten.

## Kompositionsmerkmale
Die Missa brevis für vierstimmigen gemischten Chor a cappella zeigt zunächst Anlehnungen an den Stil Palestrinas. Im Agnus Dei (in F-Dur) finden sich kühne Modulationen ähnlich denen im gleichzeitig entstandenen Asperges me in F-Dur (WAB 4).

## Diskografie
Es gibt zwei Aufnahmen der Kronstorfer Messe:
- Jussi Kauranen, PoikanKuoru Pirkanpojat/Knabenchor Pirkanpojat, Tampere (Finnland): Tuhansin Kielin – CD PPCD 02, herausgegeben vom Chor, 1998[5]
- Sigvards Klava, Chor des Lettischen Rundfunks: Bruckner: Latin Motets – CD Ondine OD 1362, 2019